# Trotsky (Isaac Deutscher)
Pour les articles homonymes, voir Trotski (homonymie).
Trotsky est une biographie de Léon Trotski écrite par l'historien anglo-polonais Isaac Deutscher, publiée en trois volumes en 1954, 1959 et 1963. Fondée sur les archives personnelles du révolutionnaire russe à l'université Harvard, le Département des Humanités de la Fondation Rockefeller lui a permis, en finançant ses recherches, de passer plusieurs mois aux États-Unis en compagnie de sa femme, Tamara Deutscher, qui lui a été d'une grande aide dans ce travail.
L’œuvre, parfois critiquée pour son caractère hagiographique, est unanimement considérée comme un chef-d’œuvre littéraire,,.
- Trotsky : Le prophète armé, 1879-1921 [« The Prophet Armed: Trotsky, 1879-1921 »] (1re éd. 1954)
- Trotsky : Le prophète désarmé, 1921-1929 [« The Prophet Unarmed: Trotsky, 1921-1929 »] (1re éd. 1959)
- Trotsky : Le prophète hors-la-loi, 1929-1940 [« The Prophet Outcast: Trotsky, 1929-1940 »] (1re éd. 1963)